# 사모스 공국
사모스 공국(그리스어: Ηγεμονία της Σάμου)은 오스만 제국 치하 기독교 자치 공국이다.

## 역사
그리스 독립전쟁 시기 동안 사모스 섬은 오스만 제국에게 저항하는 반란을 일으켜 자유를 얻었으나 1832년 다시 오스만 제국으로 넘겨져 투르크인이 지명하는 그리스계 공작의 통치를 받았다. 1912년 이탈리아-튀르크 전쟁 시기때 2척의 이탈리아 군함이 단시간의 폭격으로 오스만 제국을 몰아낸 뒤 사모스 섬은 그리스에 합병되었다.